# Teatr Strefa Ciszy
Teatr Strefa Ciszy – poznański teatr offowy, istnieje od 1993 roku.

## Historia
Teatr Strefa Ciszy powstał w 1993 roku w Poznaniu.
Założycielem i liderem zespołu jest Adam Ziajski.
Teatr specjalizuje się w spektaklach plenerowych, akcjach ulicznych i happeningach, które odwołują się silnie do kultury miejskiej i odważnie wkraczają w przestrzenie publiczne.
Od początku istotną rolę w działaniach Strefy miała interaktywna relacja widza i aktora oraz żywioł karnawałowej, ludycznej zabawy. „Judasze”, „Wodewil Miejski” czy „Sąsiad 2000" to przykłady wydarzeń, w których każdy mógł wziąć aktywny udział i współtworzyć zaaranżowane przez aktorów teatralne święto.
W wielu realizacjach humor i zabawa stawały się jednak przewrotnym narzędziem demaskowania ludzkich zachowań oraz zasad rządzących życiem społecznym, np. „Postscriptum”, „Pressing”, „Koktajl z martwą naturą w tle” czy „Nauka Latania”, w których zespół podejmował takie tematy jak: konsumpcjonizm, uprzedmiotawianie relacji międzyludzkich, konformizm i granice wolności czy wszechobecny przymus rywalizacji.
Eksperymenty z różnymi przestrzeniami gry, estetycznymi i teatralnymi konwencjami zaowocowały m.in. widowiskiem zrealizowanym na fasadzie poznańskiego ratusza - „Kuranty”; kameralnym spektaklem w prywatnym mieszkaniu - „Kwatera”; spektaklem granym na pływalni - „DNA”; fantastyczną, plastyczną wizją świata jako zbiurokratyzowanej maszyny przedstawioną w poznańskiej Starej Rzeźni - „36,6” czy ogromnym happeningiem otwierającym Most św. Rocha w Poznaniu „Odsłanianie Mostu”.
Ostatnim dużym sukcesem Strefy był Spektakl „Salto Mortale”, stworzony we współpracy z Clipa Theater z Tel Avivu w ramach Roku Polskiego w Izraelu.
W sezonie 2008/2009 Teatr powrócił do działań interwencyjnych w przestrzeniach miejskich, realizując happening „Last Minute” oraz akcję uliczną „Domino”.

## Skład zespołu
- Alicja Piotrowska
- Adam Ziajski
- Adam Wojda
- Piotr Kamiński
- Grzegorz Ciemnoczołowski

Teatr współpracuje z ponad 30-osobową grupą przyjaciół i sympatyków.

## Realizacje
- 1994 Viatores
- 1995 Za-W-Słuchanie
- 1995 Judasze
- 1996 Wodewil Miejski
- 1997 Obraz Mojego Miasta
- 1997 Misja
- 1998 Parada Pegaza
- 1998 Linia
- 1999 Sąsiad 2000
- 1999 Defilady
- 2000 Postscriptum
- 2001 Kuranty
- 2002 Pressing
- 2002 Bitwy Miejskie
- 2003 36,6
- 2003 Punkt Odniesienia
- 2004 Koktajl z Martwą Naturą w Tle
- 2004 Odsłanianie Mostu
- 2005 D.N.A.
- 2005 Kwatera
- 2006 Nauka Latania
- 2007 Chwila Szczęścia
- 2008 Salto Mortale
- 2009 Last Minute
- 2009 Domino
- 2010 Salto Mortale 2
- 2011 Smacznego!
- 2012 Autobus Re//mix